# Ostrava-Jih
Ostrava-Jih je městský obvod statutárního města Ostravy nacházející se ve středu jeho moravské části, tvořený částmi Bělský Les, Dubina, Hrabůvka, Výškovice a Zábřeh. Má rozlohu 1631,35 ha. Téměř celé území městského obvodu se rozkládá mezi řekami Odrou a Ostravicí, nepatrná část území se rozkládá i na pravém (východním) břehu Ostravice. Je to nejlidnatější městský obvod Ostravy, bydlí v něm třetina obyvatel města.

## Historie
Městský obvod Ostrava-Jih vznikl na základě rozhodnutí Národního výboru města Ostravy ke dni 24. listopadu 1990 z městského obvodu Ostrava 3 zahrnujícího původně katastrální území Zábřeh nad Odrou, Hrabová, Hrabůvka, Výškovice, Vítkovice (část), Nová Bělá, Paseka, Proskovice, Stará Bělá, přičemž součástí nově vzniklého obvodu zůstala pouze katastrální území Bělský Les, Dubina, Hrabůvka, Výškovice, Zábřeh nad Odrou, která zahrnují místní části Bělský Les, Dubina, Hrabůvka, Výškovice a Zábřeh.

## Starostové městského obvodu
- Ladislav Talavašek (1990–1994)
- Helena Gižová (1994–1995)
- Ladislav Talavašek (1995–1996)
- Jiří Němec (1996–2002)
- Otakar Veřovský (2002–2007)
- Karel Sibinský (2007–2014)
- Martin Bednář (2014–)

## Symboly

### Znak
Znak obvodu byl vytvořen dle pečetí a znaků původně samostatných obcí. První pole pochází z pečeti Zábřehu a jedná se o tři stříbrné kužely v červeném poli. Ty vyjadřují symbol Boží spravedlnosti a v minulosti příslušnost obce k olomouckému biskupství. Ve druhém poli nalezneme stříbrné váhy ze znaku Výškovic, charakterizuje odraz Výškovického znaku. Třetí pole je tvořeno stříbrnou rybou v modrém poli, která se trojitě vyskytovala na pečeti Hrabůvky, která charakterizuje dřívější hojně rozšířené rybníkářství. Čtvrté, stříbrno-červeně šachované pole bylo vytvořeno uměle jako heraldická stylizace sídlištní panelákové zástavby (Dubina). Znak byl udělen usnesením Rady města Ostravy číslo 3581/90 ze 04.10.1994 a je blasonován: čtvrcený štít; v prvním červeném poli tři stříbrné kužely, ve druhém modrém poli stříbrné váhy, ve třetím modrém poli kosmo položená stříbrná ryba, čtvrté pole stříbrno-červeně šachováno.

### Prapor
List opakuje znak. Prapor byl udělen usnesením Rady města Ostravy číslo 1574/30 z 27. 2. 1996.

## Kultura a sport
Kulturní vyžití pro obvod Ostrava-Jih zajišťují kulturní středisko K-TRIO, digitalizované a celkově zmodernizované Kino Luna, Komorní klub na Velflíkově ulici v oblasti Jubilejní kolonie (všechny zastřešuje příspěvková organizace městského obvodu Kulturní zařízení Ostrava-Jih), Dům kultury Akord a v neposlední řadě Ostravar Aréna v Zábřehu, která je využívána ke sportovním i společenským akcím.
V létě roku 2006 začal veřejnosti sloužit Vodní areál Jih na Svazácké ulici v Zábřehu. Má dva tobogány a čtyři skluzavky, padesátimetrový plavecký bazén, relaxační bazén atypického tvaru a dětský bazén. Návštěvníkům slouží také nová sportoviště. Nabídka služeb celého areálu je postupně rozšiřována a zkvalitňována. Převážně pro míčové sporty je určena Sportovní hala Dubina a zejména dětem a mládeži je na území obvodu od dubna do října k dispozici veřejný skatepark. Velmi oblíbený je i areál Bělského lesa, který tvoří klidovou zónu městského obvodu nabízející řadu odpočinkových míst i některá sportoviště.
Městský obvod rovněž organizuje tradiční novoroční ohňostroj (1. ledna), Slavnosti obvodu (v polovině června) a rozsvěcení vánočních stromů. Od roku 2009 se pak podílí na Svatováclavských slavnostech piva (kolem 28. září), na nichž představují svou produkci minipivovary z celé České republiky.

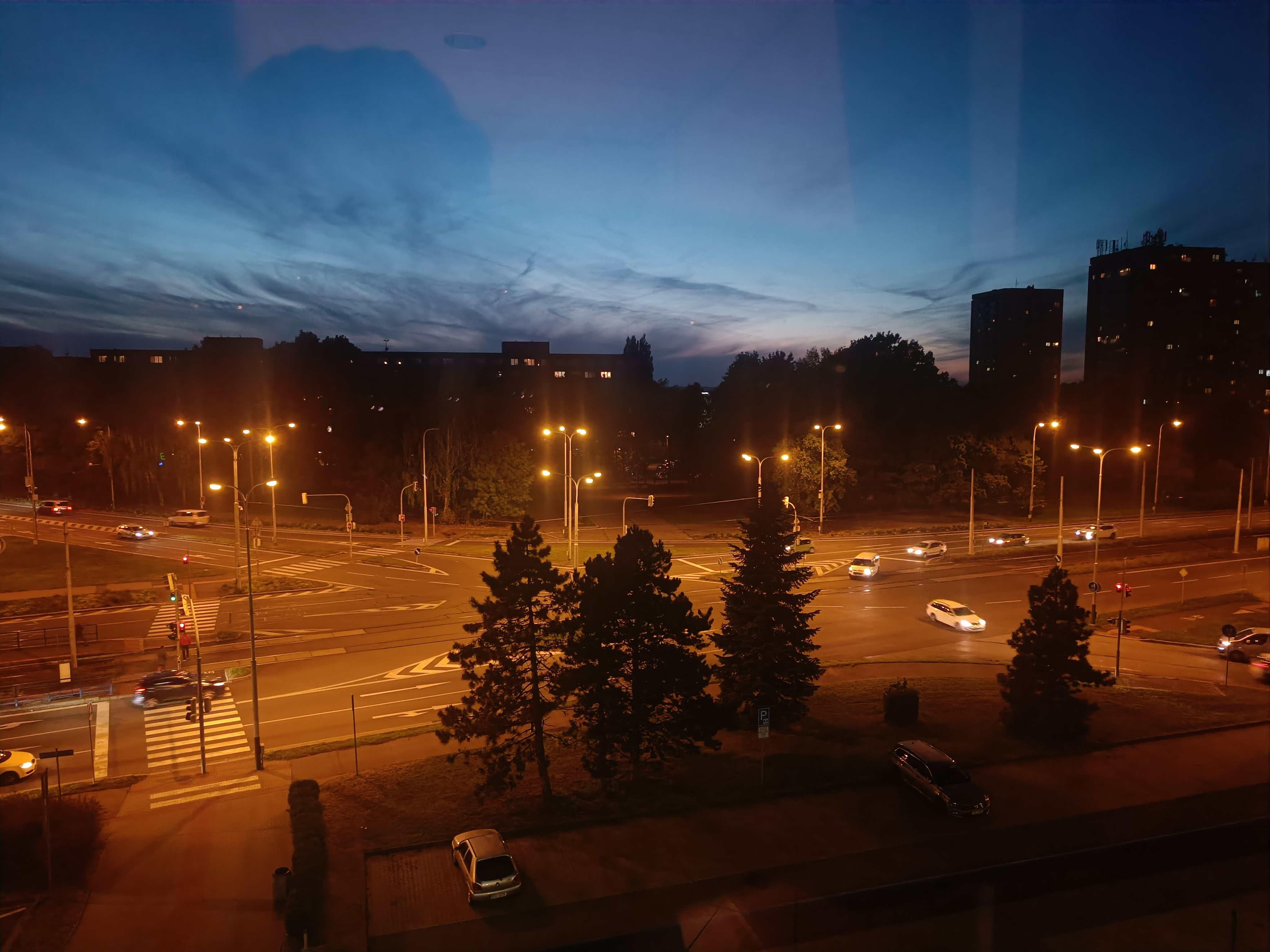
Výhled z radnice

## Obyvatelstvo
| Rok  | Obyv. | ± %     |
| ---- | ----- | ------- |
| 1869 | 2 129 | —       |
| 1880 | 2 672 | +25,5 % |
| 1890 | 5 165 | +93,3 % |
| 1900 | 7 723 | +49,5 % |
| 1910 | 9 806 | +27 %   |

| Rok  | Obyv.  | ± %      |
| ---- | ------ | -------- |
| 1921 | 13 806 | +40,8 %  |
| 1930 | 15 099 | +9,4 %   |
| 1950 | 22 532 | +49,2 %  |
| 1961 | 33 413 | +48,3 %  |
| 1970 | 70 748 | +111,7 % |

| Rok  | Obyv.   | ± %     |
| ---- | ------- | ------- |
| 1980 | 90 109  | +27,4 % |
| 1991 | 118 806 | +31,8 % |
| 2001 | 118 094 | −0,6 %  |
| 2011 | 106 973 | −9,4 %  |
| 2021 | 96 871  | −9,4 %  |

## Pamětihodnosti
- Jubilejní kolonie (1921 - 1932)
- kostel Růžencové Panny Marie v Hrabůvce (1910)
- kostel Navštívení Panny Marie v Zábřehu (1811)
- kaple Nanebevzetí Panny Marie
- Husův sbor v Hrabůvce (1934)
- Husův sbor v Zábřehu (1933)
- Zámek Zábřeh

## Slavní rodáci a osobnosti
- MUDr. Ludvík Klega - legionář, lékař (žák prof. Josefa Thomayera)
- Josef Klega - starosta Hrabůvky, z jehož iniciativy byl získán pozemek pro místní letiště
- Dr. Vojtěch Martínek - spisovatel (autor knih Kamenný řád, Stavy rachotí, Jakub Oberva aj.)
- Jaromír Šavrda - signatář Charty 77
- Richard Šmehlík - hokejista, který jako první přivezl do městského obvodu Stanley Cup

## Zajímavosti

### Letiště Hrabůvka
Na území městského obvodu, konkrétně v Hrabůvce, se nacházelo jediné letiště na území města Ostravy. Bylo v provozu od roku 1936 a využil jej při oficiální návštěvě Ostravy například i Nikita Sergejevič Chruščov (1957). Jeho postupný zánik odstartoval roku 1959, kdy bylo zprovozněno letiště v Mošnově dnes známé pod názvem Letiště Leoše Janáčka. Z letiště v Hrabůvce se dochovala pouze budova hangáru, která již však slouží jinému účelu.

### Gotický zvon
V kostele Navštívení Panny Marie v Zábřehu byl umístěn jeden z nejstarších zvonů na Moravě. Pochází z přelomu 13. a 14. století, jeho čepec je opatřen nápisem REX GLORIE VENI CVM PACE a v současné době se nachází v Muzeu umění v Olomouci (Arcidiecézním muzeu), kde je umístěn v expozici románského a raně gotického umění. Nárazový tón zvonu je „f1“.